# 比尔·惠特克
比尔·惠特克（英語：Bill Whittaker，1883年12月26日—1980年8月13日），新西兰男子草地滚球运动员。他曾代表新西兰参加1938年大英帝国运动会草地滚球比赛，获得男子四人金牌。